# Theodore Van Kirk
Theodore Van Kirk (Northumberland, 27 de fevereiro de 1921 — Stone Mountain, 28 de julho de 2014) foi um militar dos Estados Unidos. É conhecido por ter feito parte da tripulação do Enola Gay, que lançou a primeira bomba atômica sobre Hiroshima.

## Bombardeio atômico do Japão

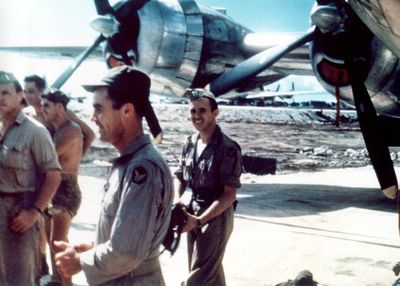
Van Kirk (centro) e o resto da tripulação do Enola Gay ao retornar de sua missão sobre Hiroshima (6 de agosto de 1945)

Van Kirk retornou aos EUA em junho de 1943, depois de voar um total de 58 missões no exterior. Ele serviu como instrutor de navegação até se reunir com Tibbets e Ferebee no 509º Grupo Composto em Wendover Field, Utah, no final de 1944. O grupo voou no Boeing B-29 Superfortress, com Tibbets como comandante e Van Kirk como grupo. navegador. De novembro de 1944 a junho de 1945 eles treinaram continuamente para a primeira queda da bomba atômica, que ocorreu em 6 de agosto de 1945.

A missão de treze horas para Hiroshima começou às 02h45 da manhã, horário de Tinian. No momento em que se encontraram com seus B-29 acompanhantes às 06h07  sobre Iwo Jima, o grupo estava a três horas da área-alvo. Ao se aproximarem do alvo, Van Kirk trabalhou em estreita colaboração com o bombardeiro, Tom Ferebee, para confirmar os ventos e o ponto de mira. A bomba caiu da aeronave às 09h15min17, hora de Tinian. Van Kirk mais tarde participou da Operação Crossroads, os primeiros testes da bomba atômica no Atol de Bikini. De acordo com a entrevista do New York Times de 1995 por Gustav Niebuhr, Van Kirk disse que muitas vezes perguntavam a ele: "se pudesse escolher seu papel no bombardeio de Hiroshima, ele faria isso de novo?":
Nas mesmas circunstâncias – e as palavras-chave são “as mesmas circunstâncias” sim, eu faria de novo. Nós estávamos em uma guerra por cinco anos. [sic] Estávamos lutando contra um inimigo que tinha a reputação de nunca se render, nunca aceitar a derrota. É realmente difícil falar sobre moralidade e guerra na mesma frase. Em uma guerra, há tantas coisas questionáveis feitas. Onde estava a moralidade no bombardeio de Coventry, ou no bombardeio de Dresden, ou na Marcha da Morte de Bataan, ou no estupro de Nanking, ou no bombardeio de Pearl Harbor? Eu acredito que quando você está em uma guerra, uma nação deve ter a coragem de fazer o que for preciso para vencer a guerra com o mínimo de perda de vidas.
Em outubro de 2007, Van Kirk leiloou o diário de bordo que mantinha a bordo do Enola Gay durante o bombardeio atômico de Hiroshima por US$ 358 500 em leilão público. Van Kirk afirmou que decidiu vender, porque queria que fosse mantido em um museu. A casa de leilões não revelou o nome do licitante vencedor, embora tenha dito que era um cidadão americano.